# Phthiracarus ewingi
Phthiracarus ewingi är en kvalsterart som beskrevs av Wojciech Niedbała 1994. Phthiracarus ewingi ingår i släktet Phthiracarus och familjen Phthiracaridae. Inga underarter finns listade i Catalogue of Life.